# Bandera de Islandia
La bandera de Islandia está compuesta por un fondo de color azul oscuro con una cruz escandinava roja con bordes blancos. Posee unas dimensiones de 18:25. Es emblema del país desde su independencia el 17 de junio de 1944. 
La bandera de Islandia sigue el diseño de las banderas danesa, sueca, noruega y finlandesa, en las que también aparece la cruz con montante desplazado hacia el borde más cercano al mástil (cruz escandinava). La bandera islandesa es en especial idéntica a la bandera de Noruega que contiene los mismos colores pero invertidos.
Einar Benediktsson diseñó una bandera de color azul en la que aparecía una cruz blanca, denominada “Hvítbláinn” ("La Blanquiazul") que fue empleada por primera vez en 1897. En 1912 el gobierno danés prohibió el uso de la primera versión de la bandera islandesa durante la celebración de los Juegos Olímpicos en Estocolmo. 
La versión actual de la bandera se remonta a 1915, cuando las autoridades danesas obligaron a que se incorporase una cruz de color rojo en el diseño original para que pudiese ser izada, cuando se insertó una cruz roja en la cruz blanca de la bandera original, pero se impidió su uso más allá de las aguas jurisdiccionales islandesas. El 1 de diciembre de 1918 el gobierno danés permitió el uso en el mar de la bandera islandesa.

## Banderas islandesas

Bandera de uso estatal
Bandera del Servicio Aduanero. Ratio 37Reino de Islandia (1941-1944)
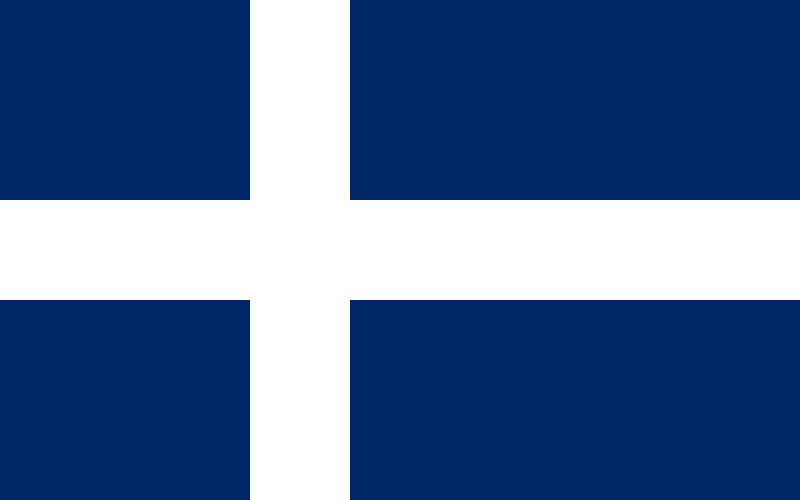
“Hvítbláinn” ("La ") Bandera histórica de carácter no oficial (1897-1915).